# Qassi

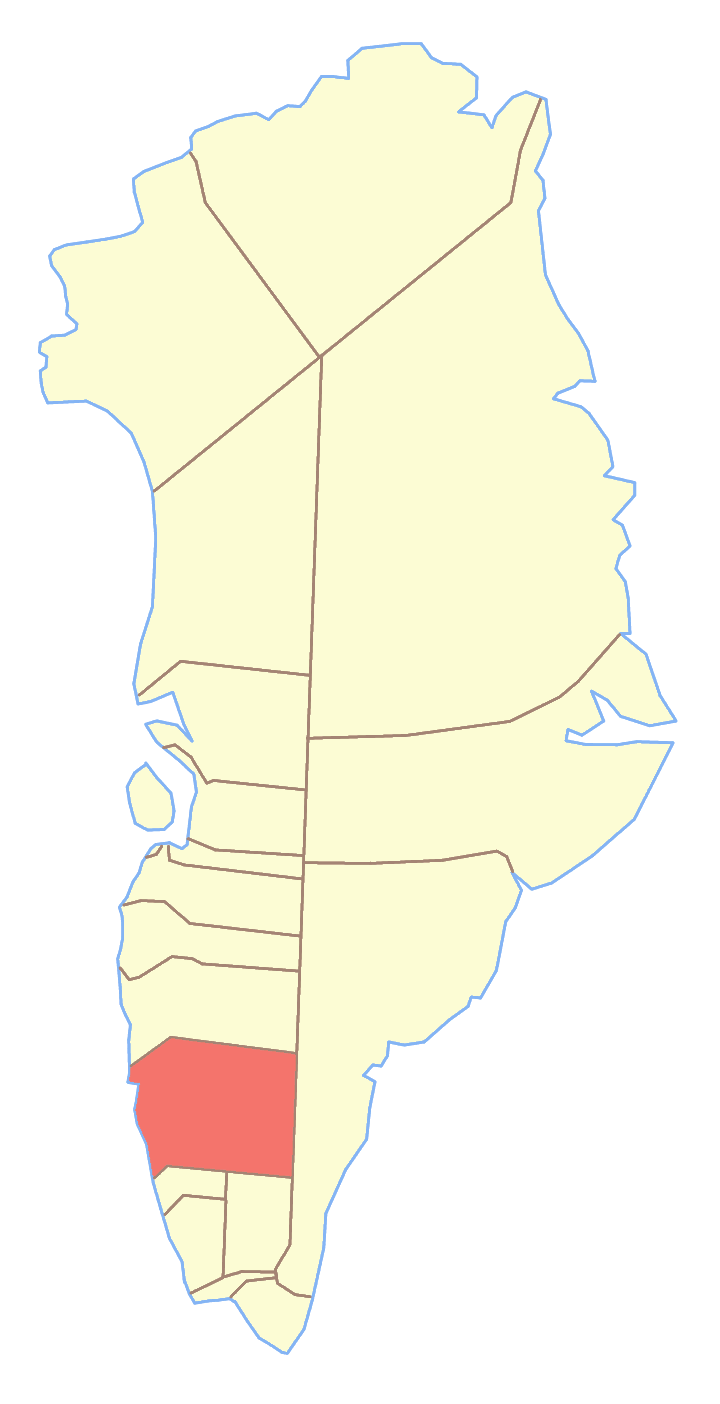
Ex comune di Nuuk, dove si trovava il Qassi

Il Qassi è una montagna della Groenlandia di 1382 m. Si trova a 64°09'N 51°17'O; appartiene al comune di Sermersooq.